# Кубок СРСР з хокею із шайбою
Кубок СРСР з хокею із шайбою — хокейний турнір, який проводився у Радянському Союзі з 1951 по 1989 рік. Всього було проведено 20 кубків СРСР та один кубок ліги (1989). В останньому турнірі брали участь лише команди елітного дивізіону і тому була змінена назва. «Крила Рад» перемагали у першому та останньому розіграшах. У ЦСКА найбільше перемог — 12.

## Фінали
| Рік        | Володар              | Рахунок          | Фіналіст               |
| ---------- | -------------------- | ---------------- | ---------------------- |
| 1951       | «Крила Рад» (Москва) | 4 : 3            | ВПС (Москва)           |
| 1952       | ВПС (Москва)         | 6 : 5            | «Крила Рад» (Москва)   |
| 1953       | «Динамо» (Москва)    | 3 : 2            | ЦБРА (Москва)          |
| 1954       | ЦБРА (Москва)        | 3 : 2            | «Крила Рад» (Москва)   |
| 1955       | ЦСК МО (Москва)      | 5 : 2            | «Динамо» (Москва)      |
| 1956       | ЦСК МО (Москва)      | 2 : 0            | «Динамо» (Москва)      |
| 1961       | ЦСКА (Москва)        | 15 : 4           | «Торпедо» (Горький)    |
| 1966       | ЦСКА (Москва)        | 6 : 1            | «Динамо» (Москва)      |
| 1967       | ЦСКА (Москва)        | 2 : 0            | «Спартак» (Москва)     |
| 1968       | ЦСКА (Москва)        | 7 : 1            | СКА (Ленінград)        |
| 1969       | ЦСКА (Москва)        | 3 : 1            | «Динамо» (Москва)      |
| 1970       | «Спартак» (Москва)   | 2 : 1            | «Динамо» (Москва)      |
| 1971       | «Спартак» (Москва)   | 5 : 1            | СКА (Ленінград)        |
| 1972       | «Динамо» (Москва)    | 3 : 0            | «Хімік» (Воскресенськ) |
| 1973       | ЦСКА (Москва)        | 6 : 2            | «Трактор» (Челябінськ) |
| 1974       | «Крила Рад» (Москва) | 4 : 3            | «Динамо» (Москва)      |
| 1976       | «Динамо» (Москва)    | 1 : 1 (2 : 1 ОТ) | ЦСКА (Москва)          |
| 1977       | ЦСКА (Москва)        | 9 : 5            | «Спартак» (Москва)     |
| 1979       | ЦСКА (Москва)        | 4 : 2            | «Динамо» (Москва)      |
| 1988       | ЦСКА (Москва)        | 3 : 2 (ОТ)       | «Динамо» (Москва)      |
| Кубок ліги |                      |                  |                        |
| 1989       | «Крила Рад» (Москва) | 4 : 2; 4 :1      | «Динамо» (Москва)      |

## Склади переможців
| Рік  | Клуб        | Воротарі                             | Захисники | Нападники | Тренер               |
| ---- | ----------- | ------------------------------------ | --- | --- | -------------------- |
| 1951 | «Крила Рад» | Борис Запрягаєв, Василь Чепижев      | Анатолій Кострюков, Альфред Кучевський, Микола Нілов                                                                                    | Михайло Бичков, Олексій Гуришев, Валентин Захаров, Сергій Мітін, Юрій Пантюхов, Микола Паршин, Леонід Степанов, Микола Хлистов | Володимир Єгоров     |
| 1952 | ВПС         | Григорій Мкртичан, Микола Пучков     | Олександр Виноградов, Ігор Горшков, Павло Жибуртович, Револьд Леонов                                                                    | Євген Бабич, Всеволод Бобров, Анатолій Вікторов, Петро Котов, Володимир Новожилов, Юрій Пантюхов, Олександр Стриганов, Віктор Шувалов | Всеволод Бобров      |
| 1953 | «Динамо»    | Карл Ліїв, Лев Яшин                  | Микола Алексушин, Віталій Костарєв, Анатолій Молотков, Олег Толмачов                                                                    | Всеволод Блінков, Анатолій Єгоров, Віктор Ішин, Віктор Климович, Юрій Крилов, Юрій Лебедєв, Олександр Солдатенков, Василь Трофімов | Аркадій Чернишов     |
| 1954 | ЦБРА        | Григорій Мкртичан, Микола Пучков     | Павло Жибуртович, Генріх Сидоренков, Микола Сологубов, Іван Трегубов, Дмитро Уколов                                                     | Євген Бабич, Юрій Баулін, Всеволод Бобров, Володимир Брунов, Олександр Комаров, Юрій Копилов, Володимир Новожилов, Юрій Пантюхов, Олександр Черепанов, Віктор Шувалов                                                                                           | Анатолій Тарасов     |
| 1955 | ЦСК МО      | Григорій Мкртичан, Микола Пучков     | Генріх Сидоренков, Микола Сологубов, Іван Трегубов, Дмитро Уколов                                                                       | Веніамін Александров, Євген Бабич, Юрій Баулін, Всеволод Бобров, Олександр Комаров, Юрій Копилов, Костянтин Локтєв, Юрій Пантюхов, Олександр Черепанов, Віктор Шувалов                                                                                          | Анатолій Тарасов     |
| 1956 | ЦСК МО      | Григорій Мкртичан, Микола Пучков     | Генріх Сидоренков, Микола Сологубов, Іван Трегубов, Дмитро Уколов                                                                       | Веніамін Александров, Юрій Баулін, Володимир Брунов, Володимир Єлизаров, Олександр Комаров, Юрій Копилов, Констянтин Локтєв, Юрій Пантюхов, Олександр Черепанов, Віктор Шувалов                                                                                 | Анатолій Тарасов     |
| 1961 | ЦСКА        | Юрій Овчуков, Микола Пучков          | Юрій Баулін, Володимир Брежнєв, Віктор Кузькін, Микола Морозов, Генріх Сидоренков, Микола Сологубов, Іван Трегубов                      | Веніамін Александров, Олександр Альметов, Володимир Брунов, Володимир Васильєв, Леонід Волков, Віктор Глаголєв, Ігор Деконський, Володимир Кисельов, Юрій Копилов, Констянтин Локтєв, Юрій Пантюхов, Валентин Сенюшкін                                          | Олександр Виноградов |
| 1966 | ЦСКА        | Віктор Толмачов, Микола Толстіков    | Володимир Брежнєв, Юрій Глазов, Олег Зайцев, Едуард Іванов, Віктор Кузькін, Олександр Рагулін, Ігор Ромішевський                        | Веніамін Александров, Олександр Альметов, Володимир Вікулов, Анатолій Іонов, Констянтин Локтєв, Євген Мишаков, Юрій Мойсеєв, Віктор Полупанов, Анатолій Фірсов, Анатолій Фролов                                                                                 | Анатолій Тарасов     |
| 1967 | ЦСКА        | Віктор Толмачов                      | Володимир Брежнєв, Олег Зайцев, Едуард Іванов, Віктор Кузькін, Володимир Лутченко, Олександр Рагулін                                    | Веніамін Александров, Олександр Альметов, Володимир Вікулов, Віктор Єрьомін, Анатолій Іонов, Євген Мишаков, Юрій Мойсеєв, Борис Ноздрін, Віктор Полупанов, Ігор Ромішевський, Анатолій Фірсов                                                                   | Анатолій Тарасов     |
| 1968 | ЦСКА        | Олександр Пашков, Віктор Толмачов    | Володимир Брежнєв, Олег Зайцев, Віктор Кузькін, Володимир Лутченко, Олександр Рагулін, Ігор Ромішевський, Юрій Шаталов                  | Веніамін Александров, Володимир Вікулов, Анатолій Іонов, Борис Михайлов, Євген Мишаков, Юрій Мойсеєв, Володимир Петров, Віктор Полупанов, Олександр Смолін, Валерій Харламов, Анатолій Фірсов                                                                   | Анатолій Тарасов     |
| 1969 | ЦСКА        | Микола Толстіков, Владислав Третьяк  | Володимир Брежнєв, Олександр Гусєв, Олег Зайцев, Віктор Кузькін, Володимир Лутченко, Олександр Рагулін, Ігор Ромішевський, Юрій Шаталов | Веніамін Александров, Юрій Блінов, Володимир Вікулов, Анатолій Іонов, Борис Михайлов, Євген Мишаков, Юрій Мойсеєв, Володимир Петров, Віктор Полупанов, Олександр Смолін, Валерій Харламов, Анатолій Фірсов                                                      | Анатолій Тарасов     |
| 1970 | «Спартак»   | Олександр Гисін                      | Валерій Кузьмін, Ігор Лапін, Олексій Макаров, Володимир Мерінов, Володимир Мигунько, Євген Паладьєв                                     | Валентин Гурєєв, Євген Зимін, Костянтин Климов, Сергій Коротков, Геннадій Крилов, Олександр Мартинюк, Анатолій Севідов, В'ячеслав Старшинов, Володимир Шадрін, Олександр Якушев, Віктор Ярославцев                                                              | Борис Майоров        |
| 1971 | «Спартак»   | Віктор Зінгер, Віктор Криволапов     | Валерій Кузьмін, Олексій Макаров, Володимир Мерінов, Володимир Мигунько, Євген Паладьєв, Олександр Пономарьов                           | Валентин Гурєєв, Євген Зимін, Костянтин Климов, Сергій Коротков, Геннадій Крилов, Олександр Мартинюк, Анатолій Севідов, В'ячеслав Старшинов, Володимир Шадрін, Віктор Шалімов, Олександр Якушев, Віктор Ярославцев                                              | Борис Майоров        |
| 1972 | «Динамо»    | Олександр Пашков                     | Михайло Алексєєнко, Віталій Давидов, Валерій Назаров, Володимир Орлов, Олександр Філіппов, Станіслав Щеголєв                            | Володимир Дев'ятов, Євген Котлов, Олександр Мальцев, Анатолій Мотовилов, Юрій Репс, Ігор Самочорнов, Анатолій Севідов, Михайло Титов, Юрій Чичурін, Володимир Юрзінов                                                                                           | Аркадій Чернишов     |
| 1973 | ЦСКА        | Микола Адонін, Владислав Третьяк     | Олексій Волченков, Олександр Гусєв, Віктор Кузькін, Володимир Лутченко, Олександр Рагулін, Геннадій Циганков                            | Юрій Блінов, Володимир Вікулов, Олександр Волчков, Сергій Глазов, Володимир Гостюжев, Віктор Жлуктов, Борис Михайлов, Євген Мишаков, Володимир Петров, Володимир Трунов, Валерій Харламов, Анатолій Фірсов                                                      | Анатолій Тарасов     |
| 1974 | «Крила Рад» | Олександр Сидельников                | Сергій Глухов, Валерій Кузьмін, Віктор Кузнецов, Ігор Лапін, Юрій Терьохін, Юрій Тюрін, Юрій Шаталов                                    | В'ячеслав Анісін, Олександр Бодунов, Ігор Дмитрієв, Сергій Капустін, Костянтин Климов, Сергій Котов, Євген Кухарж, Юрій Лебедєв, Володимир Расько, Володимир Репнєв                                                                                             | Борис Кулагін        |
| 1976 | «Динамо»    | Сергій Бабарико, Володимир Полупанов | Зінетула Білялетдінов, Валерій Назаров, Володимир Орлов, Василь Паюсов, Михайло Сліпченко, Віталій Філіппов, Олександр Філіппов         | Анатолій Бєлоножкін, Володимир Дев'ятов, Євген Котлов, Сергій Меліков, Анатолій Мотовилов, Володимир Плющев, Юрій Репс, Ігор Самочернов, Анатолій Севідов, Михайло Титов, Олексій Фроліков, Микола Четвериков                                                   | Володимир Юрзінов    |
| 1977 | ЦСКА        | Олександр Тижних, Владислав Третьяк  | Сергій Бабінов, Олексій Волченков, Сергій Гімаєв, Олександр Гусєв, Володимир Лутченко, В'ячеслав Фетісов, Геннадій Циганков             | Борис Александров, В'ячеслав Анісін, Гелмут Балдеріс, Володимир Вікулов, Олександр Волчков, Віктор Жлуктов, Сергій Капустін, Сергій Коростін, Олександр Лобанов, Борис Михайлов, Володимир Петров, Володимир Попов, Валерій Харламов                            | Віктор Тихонов       |
| 1979 | ЦСКА        | Владислав Третьяк                    | Сергій Бабінов, Олексій Волченков, Сергій Гімаєв, Олексій Касатонов, Тійт Ламбін, Володимир Лутченко, В'ячеслав Фетісов                 | В'ячеслав Анісін, Гелмут Балдеріс, Володимир Вікулов, Олександр Волчков, Віктор Жлуктов, Сергій Капустін, Володимир Крутов, Олександр Лобанов, Сергій Макаров, Володимир Петров, Володимир Попов, Валерій Харламов                                              | Віктор Тихонов       |
| 1988 | ЦСКА        | Євген Бєлошейкін                     | Олексій Касатонов, Володимир Константинов, Ігор Кравчук, Володимир Малахов, Сергій Стариков, Ігор Стельнов, В'ячеслав Фетісов           | В'ячеслав Биков, Михайло Васильєв, Ігор Вязьмикін, Олександр Герасимов, Євген Давидов, Валерій Зелепукін, Валерій Каменський, Володимир Крутов, Ігор Ларіонов, Сергій Макаров, Олександр Могильний, Сергій Осипов, Сергій Федоров, Андрій Хомутов, Ігор Чибирєв | Віктор Тихонов       |
| 1989 | «Крила Рад» | Олег Браташ                          | Констянтин Курашов, Олександр Лисенко, Юрій Страхов, Дмитро Миронов, Сергій Макаров, Федір Канарейкін, Андрій Смирнов, Валерій Бондарєв | Сергій Харін, Сергій Нємчинов, Юрій Хмильов, Ігор Расько, Іван Авдєєв, Олександр Кожевников, Ігор Єсмантович, Сергій Одинцов, Михайло Панін, Андрій Потайчук, Віктор Гордіюк, Сергій Золотов                                                                    | Ігор Дмитрієв        |

## Найкращі снайпери
| Рік  | Гравець                           | Голи | Команда                                 |
| ---- | --------------------------------- | ---- | --------------------------------------- |
| 1951 | Всеволод Бобров                   | 13   | ВПС (Москва)                            |
| 1952 | Всеволод Бобров                   | 13   | ВПС (Москва)                            |
| 1953 | Всеволод Блінков Лев Мішин        | 8    | «Динамо» (Москва) ЦБРА (Москва)         |
| 1954 | Микола Хлистов                    | 9    | «Крила Рад» (Москва)                    |
| 1955 | Олександр Черепанов               | 8    | ЦСК МО (Москва)                         |
| 1956 | Юрій Пантюхов                     | 7    | ЦСК МО (Москва)                         |
| 1961 | Олександр Альметов                | 11   | ЦСКА (Москва)                           |
| 1966 | Олександр Мартинюк                | 10   | «Спартак» (Москва)                      |
| 1967 | Володимир Вікулов                 | 7    | ЦСКА (Москва)                           |
| 1968 | Валентин Козін                    | 7    | «Локомотив» (Москва)                    |
| 1969 | Євген Грошев В'ячеслав Старшинов  | 7    | «Крила Рад» (Москва) «Спартак» (Москва) |
| 1970 | Валентин Гурєєв                   | 6    | «Спартак» (Москва)                      |
| 1971 | Анатолій Мотовилов Сергій Шалімов | 5    | «Динамо» (Москва) «Локомотив» (Москва)  |
| 1972 | Віктор Ликсюткін Леонід Мухленов  | 6    | «Хімік» (Воскресенськ) «Каучук» (Омськ) |
| 1973 | Олександр Якушев                  | 5    | «Спартак» (Москва)                      |
| 1974 | Валентин Гурєєв                   | 6    | «Спартак» (Москва)                      |
| 1976 | Олександр Куликов                 | 12   | «Торпедо» (Горький)                     |
| 1977 | Віктор Шалімов Гелмут Балдеріс    | 10   | «Спартак» (Москва) ЦСКА (Москва)        |
| 1979 | Олександр Веселов                 | 9    | «Динамо» (Рига)                         |
| 1988 | Борис Александров                 | 8    | «Торпедо» (Усть-Каменогорськ)           |
| 1989 | Дмитро Христич                    | 10   | «Сокіл» (Київ)                          |